# Amy Krouse Rosenthal
Amy Krouse Rosenthal (Chicago, Illinois; 29 de abril de 1965-ibídem, 13 de marzo de 2017) fue una escritora estadounidense, tanto de literatura infantil como para adultos, realizadora de cortometrajes y exlocutora de radio, conocida por su libro autobiográfico Encyclopedia of an Ordinary Life (en español: Enciclopedia de una vida normal), sus libros ilustrados infantiles y el proyecto fílmico The Beckoning of Lovely. Fue una escritora prolífica que publicó más de treinta libros para niños desde 2005 y la única autora que logró tener simultáneamente tres de sus obras en la lista Los Mejores Libros Infantiles para la Alfabetización Familiar. Participó en WBEZ y en charlas TED.

## Libros
Amy Krouse Rosenthal escribió tanto para niños como para adultos.
New York Times describió sus libros como "fabulosos".

Sus libros irradian diversión en la misma forma que los tulipanes irradian primavera: son elegantes y elevan el espíritu. Entre sus talentos está la habilidad para tomar lo que en otras manos habría sido un argumento débil —por ejemplo un cerdito que odia la suciedad, como en Little Oink; o una joven cuchara que desea ser un tenedor o un cuchillo o palillos, en Spoon — y extraer de él toda clase de variaciones ingeniosas y astutas [...] Mejor aún, sus chistes resuenan con especificidad y entendendimiento de los niños.

Su biografía alfabetizada Encyclopedia of an Ordinary Life (publicada en 2005) es su libro más exitoso dirigido a un público adulto. Fue incluido en el top diez de biografías de la década por Amazon. En 2010, la edición matutina de la Radio Nacional Pública afirmó sobre Encyclopedia of an Ordinary Life: 

No hay forma de confundir la Encyclopedia of an Ordinary Life de Amy Krouse Rosenthal con ninguna otra biografía. Hasta que lo releí recientemente, había olvidado la maravilla que fue pasar tiempo con esta persona que se auto-describe como "normal", aprendiendo sus peculiaridades, sus dificultades, gustos y disgustos, su cotidianidad y hasta sus aventuras (incluyendo la acertada forma en que intentó librarse de una multa de parqueo — Les encantará, créanme) Todo está organizado de forma enciclopédica. Desde la A (de "Amy", Ansiedad, Cosas que me Hacen ser Yo", "Ayn Rand") hasta la T ("Tú"), con el apropiado cruce de referencias e ingeniosas ilustraciones para complementar el texto.

Nancy Pearl,

A esta obra la siguió Textbook Amy Krouse Rosenthal, publicada por Dutton Penguin Random House el 9 de agosto de 2016. Es el primer libro que incorpora un componente interactivo para mensajes de texto.
Junto con su trabajo para niños y adultos, Rosenthal tuvo una línea de diarios íntimos (diez títulos en total) incluyendo Encyclopedia of Me: My Life from A to Z (Enciclopedia de mí: Mi vida de la A a la Z) y The Belly Book: A Nine-Month Journal for You and Your Growing Belly (El libro de la barriga: Un diario de nueve meses para ti y tu barriga en crecimiento).

## Películas
Rosenthal realizó cortometrajes utilizando su iPhone o su cámara Flip. Algunos de estos videos invitan a una mayor interacción por parte de los espectadores, otros son experimentos sociales o se apoyan en otros videos para hacer algo completamente nuevo. Sus filmes cortometrajes incluyen: 17 Things I Made, Today is a Gift, ATM: Always Trust Magic, The Kindness Thought Bubble, The Money Tree, and The Beckoning of Lovely.

## Personal
Rosenthal vivió en Chicago y fue madre de tres niños. En 2017, anunció que tenía cáncer terminal de ovarios, a través de un ensayo en la columna «Modern Love» (Amor Moderno) en The New York Times.  El objetivo del artículo, escrito a manera de un perfil de citas en línea, era ayudar a su esposo a encontrar pareja una vez que falleciera. Fue publicado por diferentes fuentes y se viralizó rápidamente en la red. Falleció a los cincuenta y un años en Chicago, el 13 de marzo de 2017.